# Памятник Курчатову (Москва)
Па́мятник И́горю Васи́льевичу Курча́тову — памятник советскому физику, изобретателю советской атомной бомбы, академику АН СССР Игорю Курчатову. Открытие состоялось 20 сентября 1971 года возле Института атомной энергии его имени. Авторами проекта являются скульптор Иулиан Рукавишников и архитекторы М. И. Богданов и М. Н. Круглов. Памятник имеет статус объекта культурного наследия регионального значения.

## История
7 февраля 1960 года умер выдающийся советский физик-ядерщик, академик Игорь Васильевич Курчатов. Согласно постановлению ЦК КПСС и Совета Министров СССР № 156 от 9 февраля 1960 года «Об увековечении памяти академика И. В. Курчатова», ему было решено поставить памятник в Москве. Место для установки памятника — площадь Курчатова перед Институтом атомной энергии — было определено решением МГИ № 75/45 от 8 декабря 1960 года «О месте сооружения памятника-бюста академику И. В. Курчатову».
12 января 1961 года, в день рождения И. В. Курчатова, на площади его имени состоялась церемония открытия закладного камня будущего памятника. На небольшом гранитном камне была надпись, что на этом месте будет сооружён памятник учёному.
Осенью 1961 года за разработку проекта памятника взялись скульптор И. М. Рукавишников и архитектор А. И. Зайцев. Летом 1962 года ими был выполнен проект памятника-бюста, размером в 3 натуры, представляющий собой по композиции полуфигуру. В течение последующих лет авторы занимались доработкой проекта с учётом замечаний градостроительного совета. В начале 1964 года И. М. Рукавишников и А. И. Зайцев разработали новый вариант проекта, согласно которому памятник предполагалось совместить с обелиском и установить в центре площади.
В январе 1965 года, когда 9-я мастерская управления Моспроект начала разрабатывать проект застройки и реконструкции площади Курчатова, в авторский коллектив были внесены изменения. Поскольку проектом реконструкции площади занимался архитектор М. И. Богданов, ему было поручено заняться доработкой проекта памятника, чтобы увязать его с будущей застройкой и реконструкцией площади. По этой же причине в авторский коллектив был включён главный архитектор Краснопресненского района М. Н. Круглов. Архитектор А. И. Зайцев вскоре после этого покинул авторский коллектив.
Подготовленный к осени 1965 года проект памятника представлял собой голову Курчатова и обелиск в центре площади. У основания головы предполагался водяной партер, который затем было решено заменить плитой из лабрадорита. Решением исполнительного комитета Московского городского совета № 12/6 от 2 апреля 1966 года «О сооружении памятника И. В. Курчатову в Москве» проект был утверждён к сооружению. Открытие памятника было запланировано на 1967 год. Чтобы определить оптимальные размеры и расположение памятника, авторы изготовили разные по величине фанерные макеты готовы, которые ставились в разных местах площади.
В планы внесла коррективы прокладка Краснопресненской линии метро, которая на месте площади Курчатова должна была вестись открытым способом. В связи с этим решением исполкома Моссовета № 16/2 от 23 апреля 1968 года памятник предполагалось сооружать в два этапа. Первая очередь памятника предполагала сооружение скульптуры с постаментом перед зданием Курчатовского института (к 1 ноября 1968 года), а вторая — реконструкцию сквера и сооружение в его центре обелиска (после окончания прокладки линии метро).
Сроки открытия памятника постоянно сдвигались из-за проблем с документацией. Бронзовая скульптура была изготовлена в Ленинграде на заводе «Монументскульптура» к началу 1969 года. В карьерах Житомирской области был вырублен куб из лабрадорита для постамента, который затем доставили в Москву. Плиты габбро для площадки памятника изготавливались на Мытищинском заводе. Работы по установке памятника производил трест строительства набережных и мостов Управления дорожно-мостового строительства Главмосстроя.
Надпись «Курчатов» на постаменте изначально не планировалась. Предполагалось, что все надписи будут сделаны на второй очереди памятника, однако из-за того, что её сооружение откладывалось на неопределённый срок, архитектор М. Н. Круглов выполнил надпись для постамента из накладных бронзовых букв широкого профиля.
Торжественное открытие памятника Игорю Васильевичу Курчатову состоялось 20 сентября 1971 года. На митинге с речами выступили секретарь МГК КПСС В. Н. Ягодкин, академик М. В. Келдыш, заместитель Председателя Совета Министров СССР, председатель Государственного комитета Совета Министров СССР по науке и технике академик В. А. Кириллин, старший мастер Курчатовского института Е. В. Осташёв и директор института академик А. П. Александров. В своей речи академик М. В. Келдыш сказал: «Сегодня мы открываем памятник крупнейшему советскому учёному, одному из самых выдающихся физиков вашего времени, государственному и общественному деятелю, организатору науки».
В работы над второй очередью памятника внесла коррективы смерть авторов-архитекторов (М. И. Богданов умер в 1970 году, а М. Н. Круглов — в 1975 году). В состав новой архитектурной группы памятника вошли архитекторы Ю. Н. Шевердяев и Г. В. Михайловская (вдова М. Н. Круглова, сохранившая последние эскизы памятника). Они не внесли существенных изменений в первоначальный проект, в целом сохранив основную композицию. Планировалось сооружение 42-метрового обелиска сложной формы, облицованного титаном. Этот обелиск должен был стоять в самом центре площади. По утверждению И. М. Рукавишникова, это должен был быть памятник не столько Курчатову, сколько всем физикам. Работы над проектом второй очереди памятника продолжались до 1982 года, когда было принято решение отказаться от его сооружения.
Не ранее второй половины 1980-х годов памятник лишился надписи «Курчатов», выполненной на постаменте накладными бронзовыми буквами. Взамен была сделана врезная надпись. В 1992 году монумент был включён в список памятников монументального искусства Москвы, рекомендованных к постановке на государственную охрану. В 2002 году памятник полностью отреставрировали. В 2015 году, в связи с неудовлетворительным состоянием памятника, правительство Москвы запланировало очередную реставрацию. Конкурс на её проведение объявили в апреле 2016 года, победителем стала «Реставрационная мастерская Наследие». В октябре методом лазерного сканирования создали 3D-модель монумента. С её помощью специалисты определили самые сложные детали статуи, объём загрязнений и разрушения. Работы завершили до конца года. В 2019 году памятник получил статус объекта культурного наследия регионального значения.

## Описание
Бронзовый бюст учёного представляет собой его голову размером 4 м 40 см. Портретное сходство выражено в общих чертах, создавая впечатление, что скульптура сложена из отдельных крупных геометрических блоков. Статуя помещена на низкий цельноблочный постамент из чёрного полированного лабрадорита высотой 2,3 м. На пьедестале выбита только фамилия учёного. Постамент стоит на подиуме размером 38 м, наклонённом под углом 20°, состоящем из полированных плит габбро. В основании памятника железобетонная плита, под постаментом - бетонный фундамент, заложенный на глубину 2,5 м. По замыслу автора монумент символизирует гениальность академика и величие его разума.